# 대소도서관
대소도서관(大所圖書館)은 대한민국 충청북도 음성군 대소면 소재의 도서관이다.

## 연혁
- 2005. 03. 15 도서관 공사착공
- 2005. 08. 30 도서관 건축물 준공
- 2005. 10~11월 관리·운영계획(안) 심의 및 상정
- 2005. 08. 30 관리운영조례 공포
- 2006. 12. 12 도서관 개관

## 시설현황
- 2층: 종합열람실, 자유학습실, 휴게실
- 1층: 사무실, 아동열람실, 디지털열람실, 영상실

## 이용 안내
이용 시간
- 종합열람실·아동열람실·디지털열람실: 09:00~18:00(연중)
- 자유학습실: 09:00 ~ 22:00(3월~10월) / 09:00 ~ 21:00(11월~2월)

휴관일
- 매주 월요일
- 관공서의 공휴일에 관한 규정에 정하는 공휴일
- 기타 부득이한 사유로 인하여 도서관장이 필요하다고 인정하는 날